# Tetrastichus cimbiciphilus
Tetrastichus cimbiciphilus är en stekelart som beskrevs av Kostjukov 1976. Tetrastichus cimbiciphilus ingår i släktet Tetrastichus och familjen finglanssteklar. Inga underarter finns listade i Catalogue of Life.